# Karl Doppler

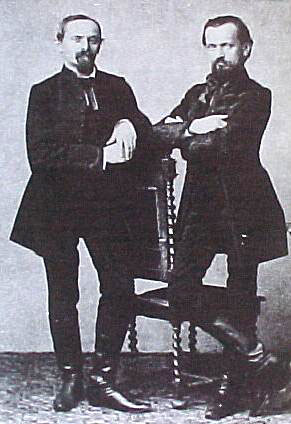
Franz e Karl Doppler

Karl Doppler (Leopoli, 12 settembre 1825 – Stoccarda, 10 marzo 1900) è stato un flautista, compositore e direttore d'orchestra ungherese naturalizzato tedesco.

## Biografia
Era il fratello minore del compositore Franz Doppler e padre del compositore Árpád Doppler.
Lavorò fino al 1865 come direttore musicale al Teatro di Budapest e dal 1865 al 1898 come Hofkapellmeister a Stoccarda. Compose diverse opere ungheresi, una raccolta di danze popolari e cori ungheresi.

## Opere
- A gránátos tábor, 1853 (Il campo dei granatieri)